# Michael Mechel
Michael Mechel (* 16. Januar 1944 als Karl Michael Balzer; † 6. März 2014 in Leipzig) war ein deutscher Schauspieler.

## Leben und Karriere
Karl Michael Balzer arbeitete schon im Kindesalter als Schauspieler und war 1953 in einer Verfilmung von Die Prinzessin auf der Erbse zu sehen. Im Jahr 1959 verkörperte er die Rolle des Friseursohns Karl Horber in Bernhard Wickis berühmten Antikriegsfilm Die Brücke, der unter anderem den Golden Globe Award gewann und eine Oscar-Nominierung einfuhr. Im Erwachsenenalter wurde er hauptberuflicher Schauspieler, vor allem an Theaterbühnen. So war er Ensemblemitglied beim Landestheater Tübingen, dem Staatstheater Braunschweig, den Städtischen Bühnen Bielefeld sowie freischaffend in München und Hamburg. Im Jahr 1983 nahm Balzer mit Mechel den Nachnamen seiner Frau an und trat fortan unter diesem Nachnamen als Schauspieler in Erscheinung. Film- und Fernsehrollen spielte er als Erwachsener nur sehr sporadisch, etwa in den Fernsehserien Faust, Großstadtrevier und In aller Freundschaft sowie im Spielfilm Hundert Jahre Brecht von 1998.
Mechels letzte Station war das Schauspiel Leipzig, wo er zwischen 1997 und 2002 unter der Regie von Wolfgang Engel auftrat. Wegen eines Rückenleidens musste er sich anschließend von der Schauspielerei zurückziehen. Michael Mechel starb 2014 im Alter von 70 Jahren nach längerer Krankheit in einem Leipziger Pflegeheim.